# Olie

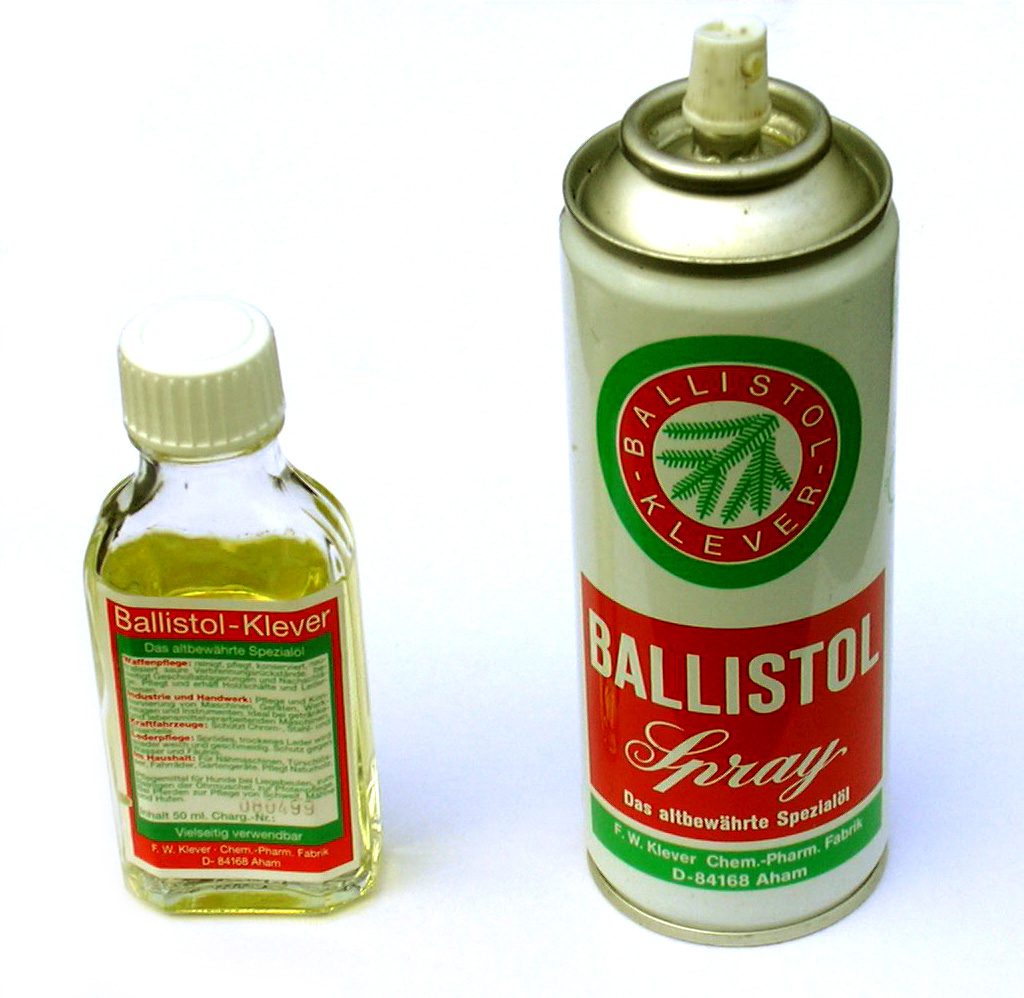
Wapenolie

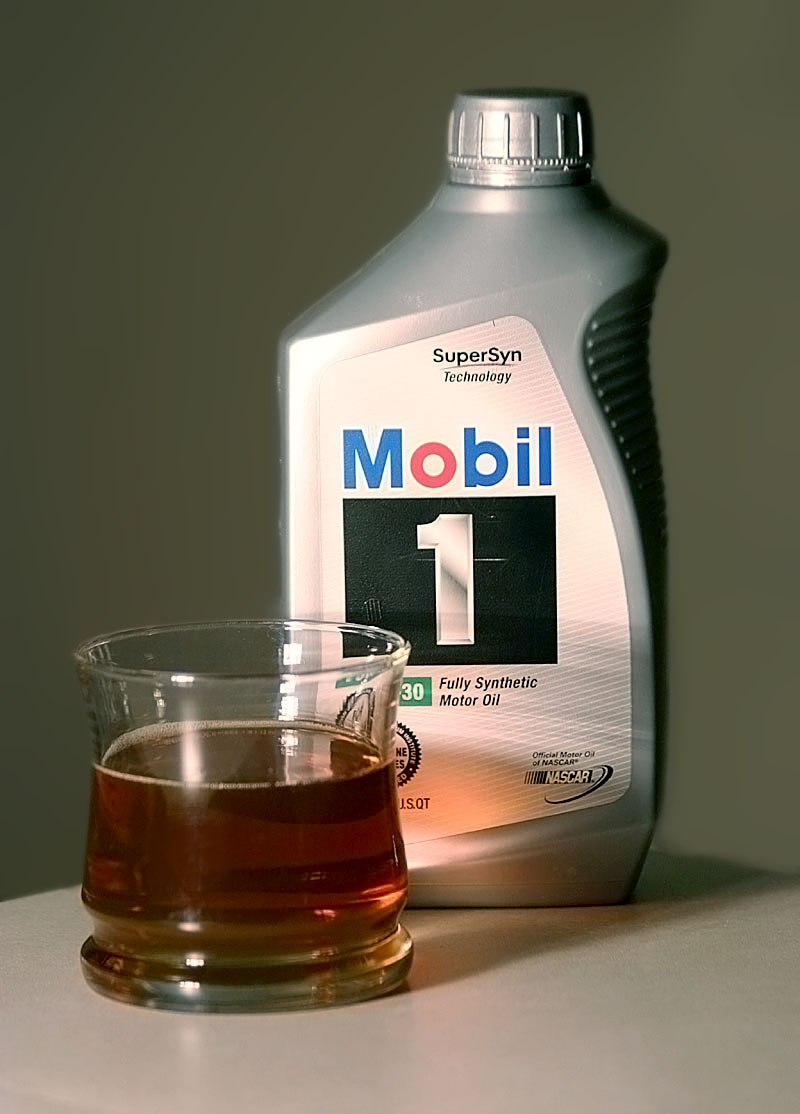
Smeerolie

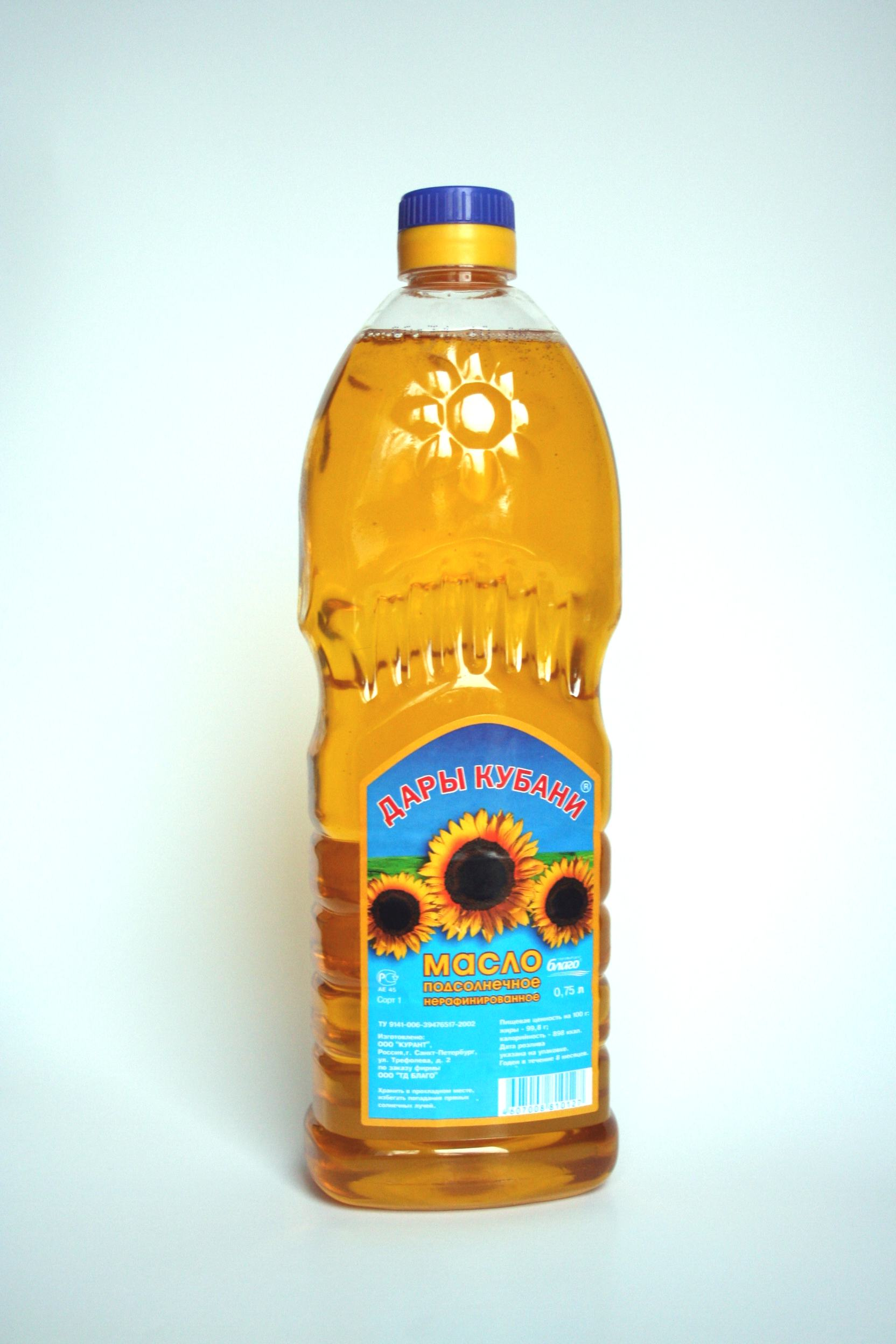
Zonnebloemolie

Olie is een veelal stroperige vloeistof, die niet of nauwelijks met water mengt. Oleochemie is de wetenschap die de chemie van natuurlijke oliën en vetten beschrijft.
Afhankelijk van de context, kan onder olie worden verstaan:
- minerale olie zoals aardolie
- vetten die bij kamertemperatuur vloeibaar zijn, zoals:
  - plantaardige olie
    - druivenpitolie
    - goudsbloemolie
    - koolzaadolie
    - lijnzaadolie
    - olijfolie
    - palmolie
    - pindaolie
    - pijnboompitolie
    - raapolie
    - sojaolie
    - maïsolie
    - katoenzaadolie
    - castorolie
    - rijstolie / rijstvliesolie
    - saffloerolie
    - sesamolie
    - slaolie
    - tarwekiemolie
    - teunisbloemolie
    - walnootolie
    - wonderolie
    - zonnebloemolie

  - dierlijke olie
    - klauwolie
    - levertraan
    - visolie
    - walvistraan
    - krillolie
- etherische olie

Van deze soorten olie kunnen andere producten worden afgeleid, die op hun
beurt ook olie genoemd worden, zoals:
- smeerolie
- kruipolie
- hydraulische olie
- elektrische olie

Olie heeft zeer uiteenlopende toepassingen, het wordt gebruikt als brandstof, smeermiddel, elektrische isolatie, voedingsmiddel, en traditioneel ook voor zalving tijdens rituelen.